# Lech (reka)
Lech je peta najdaljša reka na Bavarskem (Nemčija) in tretji najpomembnejši pritok Donave v Nemčiji (za Innom). Dolga je 285 km.
Večja naselja ob reki so: Lech am Arlberg, Reutte, Füssen, Steingaden, Peiting, Schongau, Landsberg am Lech, Kaufering, Augsburg, Meitingen, Rain am Lech in Marxheim. Pomembnejša pritoka sta Vils in Wertach.